# Festival international de la bande dessinée de Łódź
Pour les articles homonymes, voir Festival de la bande dessinée.
 (mars 2015).
Si vous disposez d'ouvrages ou d'articles de référence ou si vous connaissez des sites web de qualité traitant du thème abordé ici, merci de compléter l'article en donnant les références utiles à sa vérifiabilité et en les liant à la section « Notes et références ».

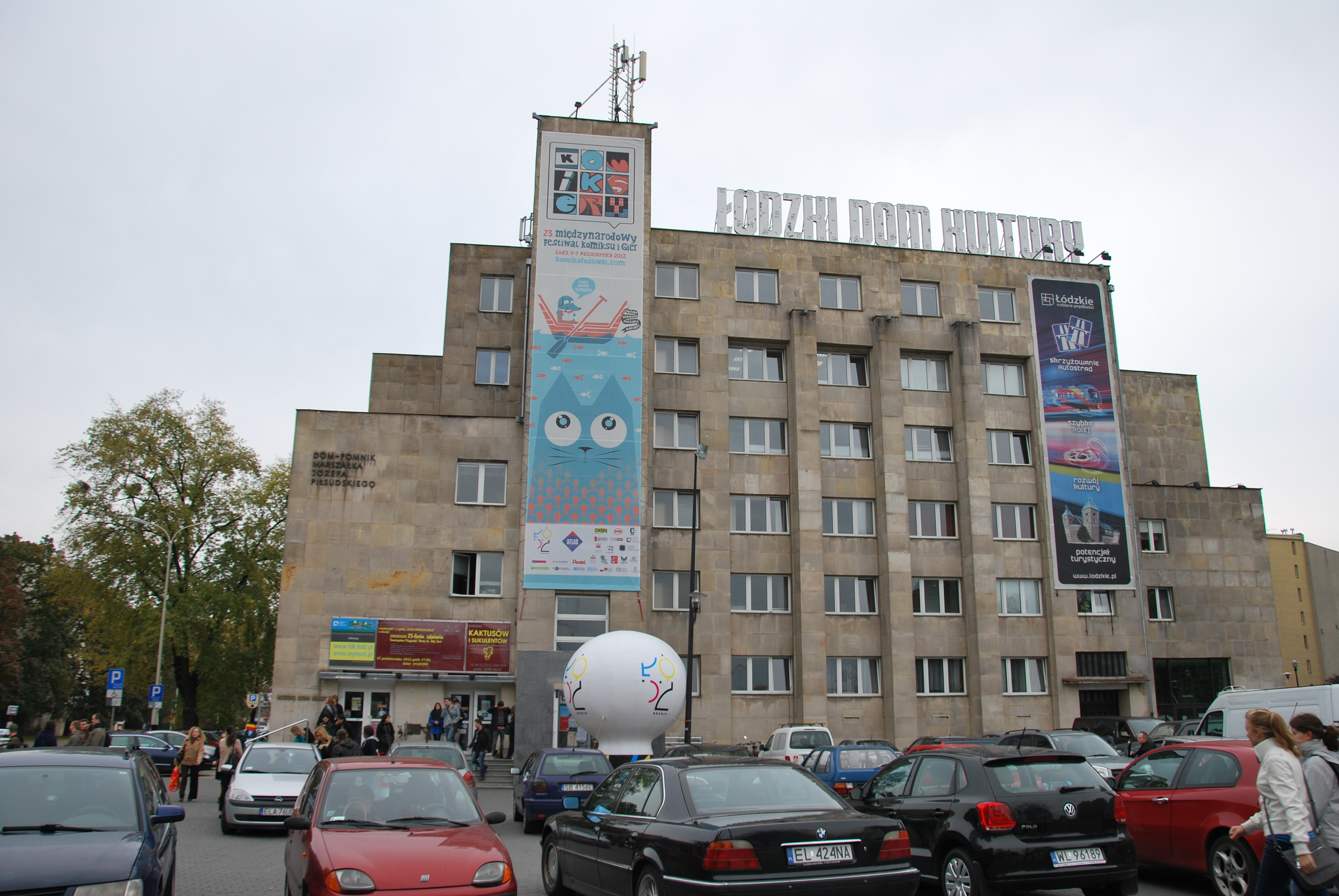
23 Festival international de la bande-dessinée et des jeux vidéos de Łódź (2012).Photo prise le 7 octobre 2012.

Le Festival international de la bande dessinée et des jeux vidéo de Łódź (en polonais Międzynarodowy Festiwal Komiksu i Gier w Łodzi) est un festival créé en 1991 à Kielce sous de nom de Convention nationale polonaise des créateurs de bande dessinée (Ogólnopolski Konwent Twórców Komiksu) et organisé chaque année depuis 1992 à Łódź en collaboration avec la Maison de la Culture de Łódź (pl). 
Après avoir d'abord été une manifestation polonaise, il acquiert une dimension internationale depuis 2000[réf. nécessaire]. Parmi les auteurs invités on a pu voir Grzegorz Rosiński, Stan Sakai, Marvano, Pat Mills, Clint Langley, Milo Manara, Jean Giraud, Tanino Liberatore, Régis Loisel, Zbigniew Kasprzak, Karel Saudek, Henryk Chmielewski, Tadeusz Baranowski, Janusz Christa, Bogusław Polch, Szarlota Pawel, Bohdan Butenko, Norm Breyfogle, Brian Azzarello et Simon Bisley.
Il a ajouté les jeux vidéo à son nom et à son programme en 2008.  
En 2014, plus de 20 000 personnes participent aux activités proposées lors de la 25e édition du festival. 
La 30e édition s'est déroulée du 27 au 29 octobre 2019.
Le directeur général du festival est Adam Radoń,.

## Activités
Lors du festival, des rencontres avec les dessinateurs, les scénaristes, les éditeurs et des experts de la BD sont organisées ainsi qu'un marché aux livres.
Sur place, les visiteurs peuvent participer à des concours, des expositions et des ateliers BD.

## Liste des lauréats
Les lauréats sont avant tout des auteurs polonais. 